# Godderstorf
Das Gut Godderstorf ist eine Ortschaft der Gemeinde Neukirchen (Ostholstein) im Kreis Ostholstein in Schleswig-Holstein. Der Gutshof hat sich von einem landwirtschaftlichen Betrieb zu einem Ferienhof mit touristischer Ausrichtung entwickelt.

## Geografie
Der Gutshof liegt an der Ostsee, gehört zur Gemeinde Neukirchen und zum Kreis Ostholstein. Im Umland liegen im Osten die Ortschaft Michaelsdorf, im Norden der Gutshof Satjewitz und die Gemeinde Neukirchen, im Westen der Ort Oelendorf. Südlich des Gutshofs befinden sich landwirtschaftlich genutzte Flächen und der Strand.

## Geschichte

### 15. Jahrhundert
Anfang des 15. Jahrhunderts findet sich die erste Erwähnung Goddersdorfs. Das Gut Godderstorf, auch Goddersdorf (vorm. Göddersdorp) entstand aus einem Meierhof des Gutes Siggen. Dieser Meierhof, eine größere, von einem Verwalter bewirtschaftete Außenstelle eines adeligen Gutes, wurde an der Stelle eines niedergelegten Dorfes errichtet.
Im Zuge des „Bauernlegens“ wurden freie Bauern und deren Höfe und Dörfer den adeligen Gütern zugeschlagen. Der Siggener Meierhof Goddersdorf wurde Ende des 15. Jahrhunderts aus drei deutschen und drei slawischen Hufen in Goddersdorf und Michaelsdorf gebildet.

### 17. Jahrhundert
1680 wurde das erste Herrenhaus (heutiges Torhaus) auf Godderstorf gebaut.

### 18. Jahrhundert
1735 wurde die große Gutsscheune erbaut.
1756 wurde Goddersdorf auf Betreiben des Reichsgrafen Ernst August von Bülow aus dem Gut Siggen ausgegliedert und zum eigenständigen Gut. Reichsgraf Ernst August von Bülow, dem außer Gut Siggen noch eine beachtliche Zahl bedeutender Güter wie Löhrstorf, Satjewitz gehörte, fasste in der Mitte des Jahrhunderts eine besondere Zuneigung zu Goddersdorf. „Er residierte mal hier mal dort. Am liebste wohnte er anscheinend in Goddersdorf. Ja, er baute sich sogar noch einen neuen Wohnplatz.“
Der Patensohn des Reichsgrafen von Bülow, Ernst August Lassen, wurde der erste Godderstorfer Gutsherr. Lassen war der Sohn der Tochter des Gutsverwalters von Siggen.
Zum Gut gehörten zunächst die Dörfer Oelendorf, Michaelsdorf, Kraksdorf und die Doppelhufe Sahna. Die von Bülowschen Erben versuchten die Übertragung Goddersdorfs juristisch zu verhindern. Kraksdorf und Sahna kamen jedoch wenig später zum Gut Satjewitz.
Beginnend 1764 wurden über mehrere Jahre seitens der Goddersdorfer Gutsherrn Ansprüche auf das Patronatsrecht an der St. Antonius-Kirche in Neukirchen – gleichberechtigt mit Siggen, Satjewitz und Löhrstorf – geltend gemacht. Dies blieb erfolglos. Auch das Mühlenrecht blieb Goddersdorf verwehrt. Es musste in der Siggener und Löhrstorfer Mühle gemahlen werden, wenn auch mit fest geregelten Vergünstigungen für das Gut.
1778 kaufte der Godderstorfer Gutsherr E. A. Lassen das Gut Siggen vom Baron F. U. von Bülow. 1783 wurde das Gut Goddersdorf an Wulf Hinrich von Thienen verkauft.

### 19. Jahrhundert
Im Jahr 1800 ging das Gut als Erbe an Christian Heinrich August Graf von Hardenberg-Reventlov.
1842 verkaufte Ida Gräfin von Holck-Hardenberg-Reventlov Goddersdorf an Herrn D. W. Völkers. Die Erbherren Völkers besaßen Godderstorf bis 1932.
Der wirtschaftliche Zustand des Gutes zum Zeitpunkt der Übernahme durch die Familie Völkers ist durch die Topographie Holstein 1841 bestens dokumentiert. Das Gut Goddersdorf umfasste die Dörfer Oelendorf, Ostermade und Michaelsdorf sowie die vom Haupthof bewirtschafteten Flächen. Bei einer Gesamtfläche von ca. 490 ha bewirtschaftete das Gut 250 ha Ackerfläche direkt. Der Rest war Wiese und Torf oder an die Dörfler verpachtet. Es lebten 237 Einwohner auf dem Gut und den Dörfern.

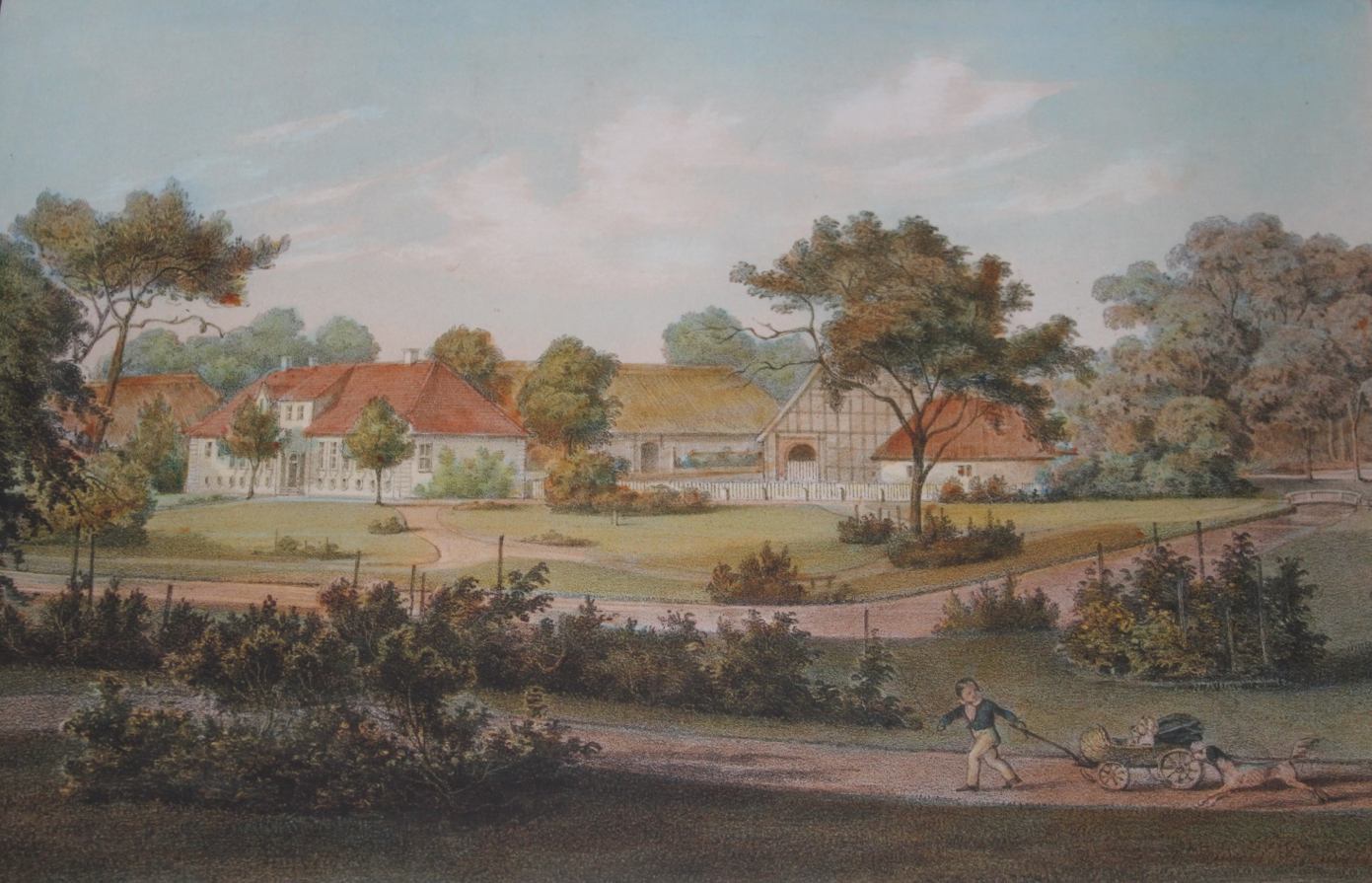
Lithographie Adeliges Gut Goddersdorf v. Friedrich Adolph Hornemann, um 1850

Das neue Gutshaus wurde 1880 von der Familie Völkers gebaut. Das alte Gutshaus (vgl. Lithographie von 1850) wurde zum Torhaus umgebaut. 

In den Quellen dieser Zeit änderte sich die Schreibweise von „Goddersdorf“ zu „Godderstorf“. Die Gutsherren auf Goddersdorf achteten auf die Gleichberechtigung des Gutes gegenüber den größeren Nachbarn in der Gegend und wollten den Gutsnamen den anderen Gütern der Region anzupassen (Löhrstorf, Claustorf, Ehlerstorf etc.). Auch Löhrstorf wurde in der hier verwendeten Literatur gelegentlich mit „d“ geschrieben.

### 20. Jahrhundert

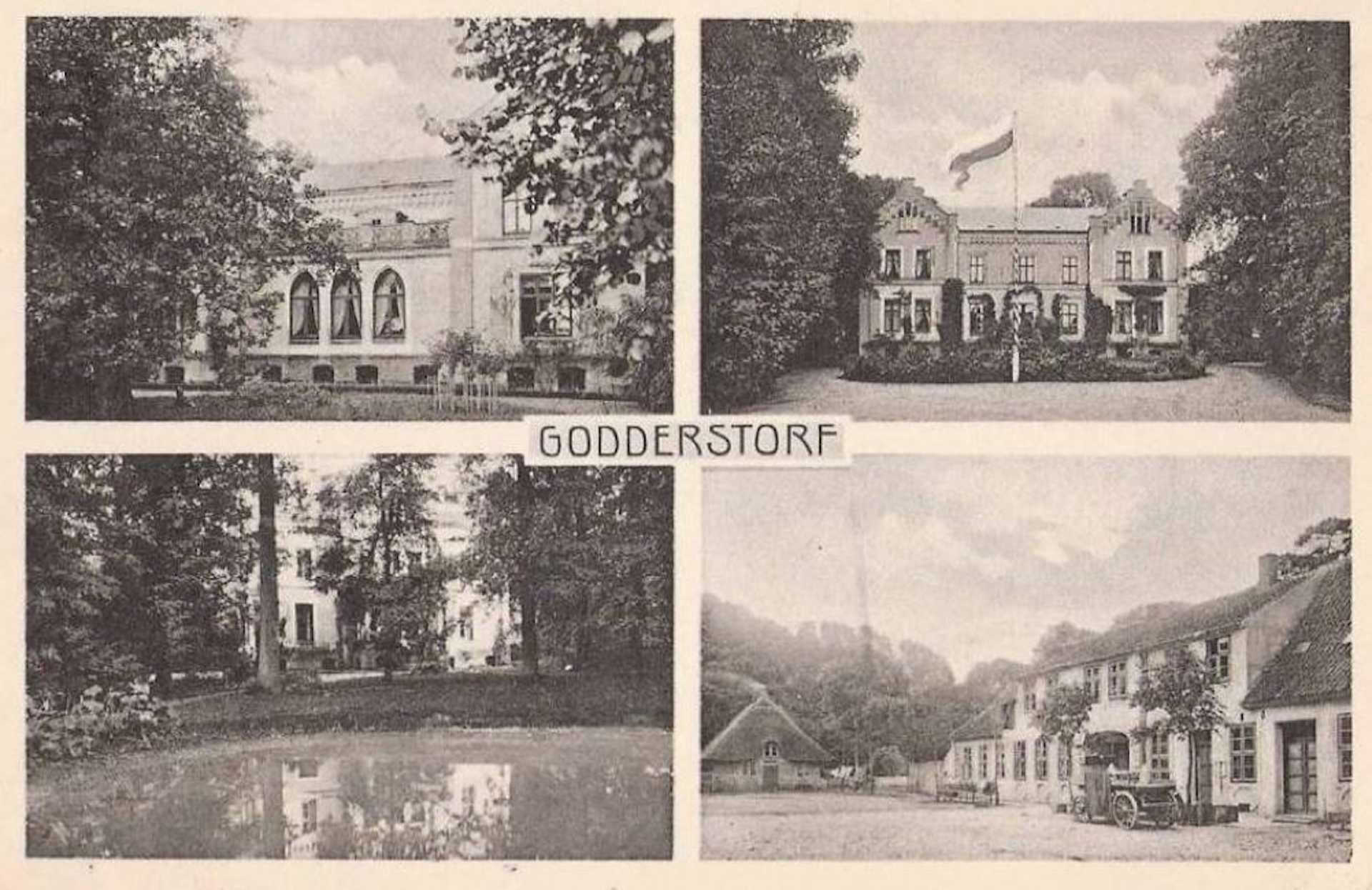
Gut Godderstorf – das „Herrenhaus“ auf den drei ersten kleinen Bildern, das Torhaus in der unteren Reihe rechts. Diese Postkarte stammt aus dem Jahr 1907.

Die aus drei Schwestern bestehende Erbengemeinschaft der Familie Völkers verkaufte 1932 das Gut an Professor Hans Draeger und seine Frau Lotte Draeger. Nach dem Tod Hans Draeger führte Lotte Draeger das Gut für viele Jahre alleine, auch während des Zweiten Weltkriegs. Sie wirtschaftete erfolgreich, konnte das Gut konsolidieren und auch den letzten fehlenden Erbteil erwerben. Die Draegers hatten drei Kinder: Geert, Inge und Else. Der Sohn und designierte Erbe des Gutes Geert Draeger fiel im Zweiten Weltkrieg.
Im siebten Jahr nach Kriegsende wurde das Gut zwischen den Schwestern Inge und Else Draeger geteilt, da nur zwei Erben verblieben waren und auch eine Aufsiedelung der Güter durch das Land Schleswig-Holstein im Raum stand. Inge Draeger heiratete den Diplomlandwirt Horst Krause. Else Draeger heiratete den Professor der Medizin, Hans-Joachim Staemmler. Die Teilung führte nicht nur zu einer Aufteilung der Ländereien, sondern auch zu einer Teilung des Gutshauses und des Betriebsgeländes mit teils merkwürdigen Ergebnissen. So befindet sich am Gutshaus noch immer einer Kerbe, an der die Teilung zu erkennen ist. Auch die einzelnen Wirtschaftsgebäude des Hofes waren aufgeteilt.
Inge Krause geb. Draeger hatte den Kuhstall geerbt, die Familie Krause betrieb Ackerbau und Milchviehhaltung. 1954 wurde Mathias Krause geboren, der das Gut 1980 übernahm.
Die Familie Staemmler betrieb Ackerbau und Schweinehaltung. Familie Staemmler hatte ihre Betriebshälfte anfänglich selbst bewirtschaftet. Anfang der 1950er Jahre verpachteten die Staemmlers ihren Teilbetrieb bis 1965 an die Familie von Oertzen, die in dieser Zeit auf dem Gut lebte. Die Familie Staemmler bekam die Söhne Geert (später Dipl.-Forstwirt und Imkermeister), Martin (später Dipl.-Agraringenieur) und Wulf (später Dr. med.).
Ab 1960 fingen Erste Camper fingen an, an den Rändern der an der Ostsee gelegenen Felder zu zelten. Was zunächst mit improvisierter Wasserversorgung geduldet wurde, führte im Laufe der Jahre zur Gründung des Campingplatzes „Hohes Ufer“. Diese Flächen direkt an der Ostsee, die bei der Teilung des Gutes zunächst niemand haben wollte, da die Bodenqualität in Strandnähe leicht abnimmt, gehörten der Familie Krause.
1965 übernahm Martin Staemmler den Betriebsteil seines Familienzweiges. 1970 wurde im Teilbetrieb der Krauses die Milchvieh- und Rinderwirtschaft ganz abgeschafft; man konzentriert sich auf Ackerbau und Tourismus. Die Ackerflächen wurden von Horst Krause durch Zukäufe in der näheren Umgebung erheblich erweitert. Auf der anderen Seite forcierte Martin Staemmler die Schweinewirtschaft. 1976 wurde der neue Maststall – der „Poroton-Stall“ – wurde gebaut. Ein altes Speichergebäude wurde nach behelfsmäßigen Umbauten ebenfalls als Maststall betrieben.

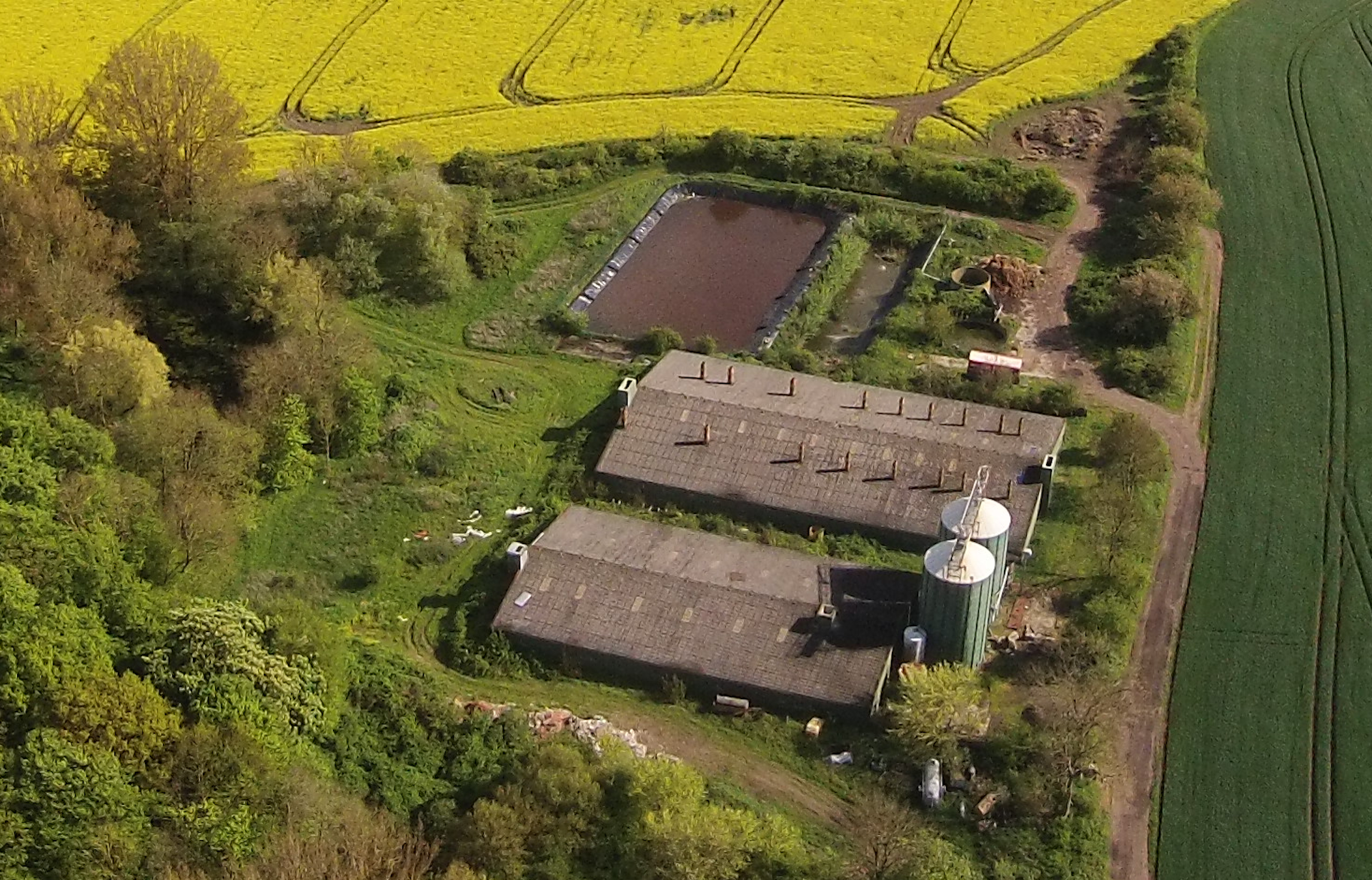
Die 1985 erbaute Schweine-Aufzuchtanlage mit Futtersilos

1980 übernahm Mathias Krause den Teilbetrieb der Krauses. Er bewirtschaftete sowohl den Hof als auch den Campingplatz.
Martin Staemmler erweiterte 1985 die Schweinewirtschaft durch den Bau einer modernen Mastanlage mit zwei weiteren Ställen und einer zentralen Futterbereitung für alle vier Ställe. Es wurden Hybridschweine gezüchtet und Schweine gemästet. Auf Godderstorf wurden zu diesem Zeitpunkt bis zu 3.000 Schweine gehalten. Aufgrund des Verfalls der Schweinepreise Ende der 1980er Jahre geriet Familie Staemmler angesichts der hohen Investitionskosten für die Mastanlage in wirtschaftliche Schwierigkeiten.
1990 heirateten Mathias und Anja Krause (geb. Liebe). Der von Martin Staemmler geführte Teilbetrieb wurde 1992 insolvent. Die Familie Krause kaufte den Hofteil der Staemmlers. Gut Godderstorf ist seither wieder in der Hand einer Familie. Zur Kostendeckung des Rückkaufs musste die Schweinemast durch die Familie Krause weitergeführt werden. Die Schweinehaltung wurde im Laufe der Jahre eingestellt.

### 21. Jahrhundert

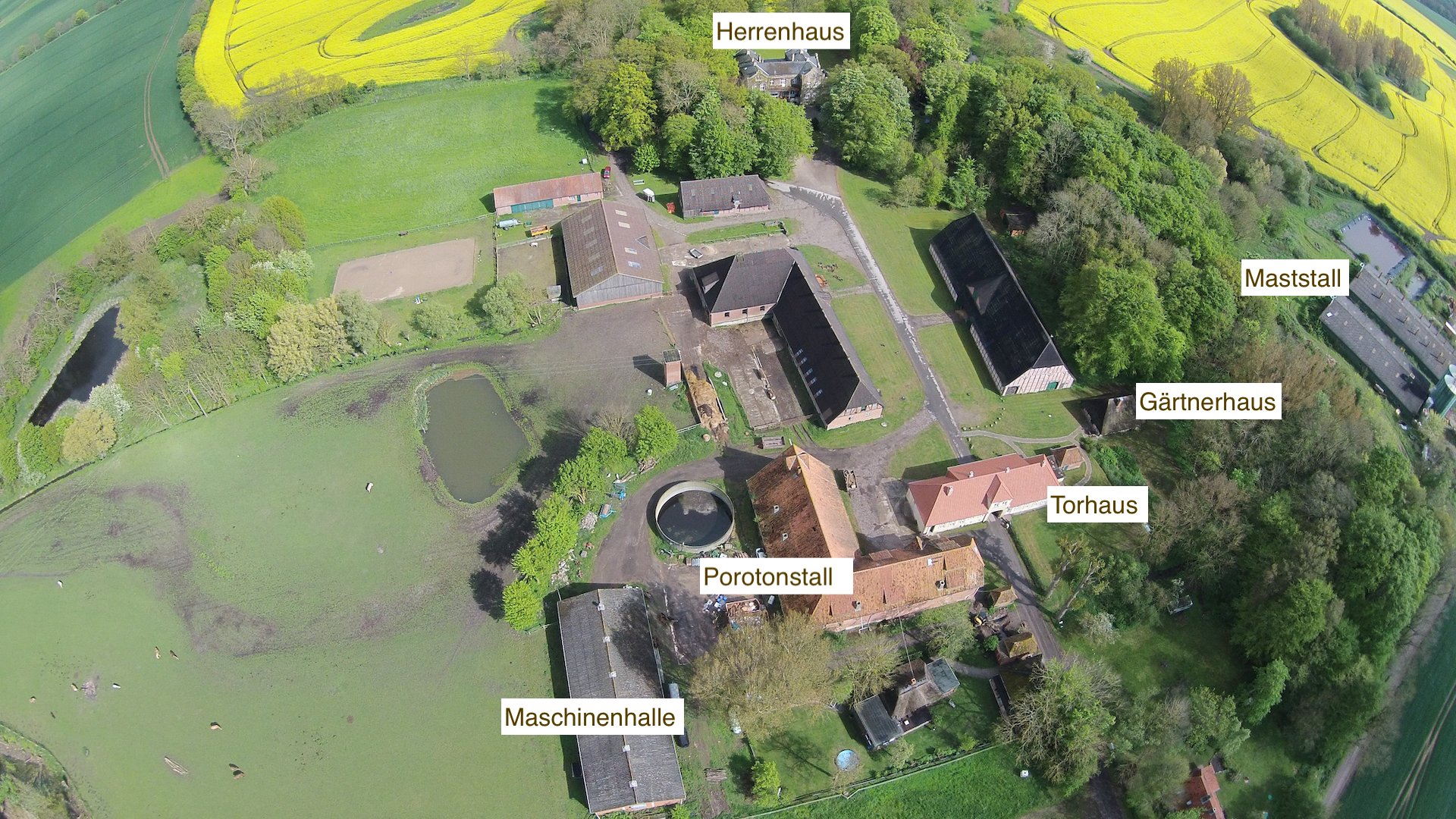
Luftaufnahme des Gutshofs 2018

Die Schweinemast wurde im Jahr 2000 verpachtet. Mathias Krause zog sich 2001 aus der aktiven Landwirtschaft zurück. Die Ackerflächen wurden in Lohnbewirtschaftung durch das benachbarte Gut Satjewitz unter Sophus Theophile gegeben. Die Familie Krause konzentrierte sich auf den Fremdenverkehr: Der Campingplatz wurde modernisiert und erweitert, die Ferienhäuser und Wohnungen renoviert und modernisiert. Die moderne Maschinenhalle wurde zur Reithalle umgebaut. Die historische Gutsscheune von 1735 wurde restauriert. Ein von Anja Krause entwickeltes naturpädagogisches Freizeit- und Betreuungskonzept für Kinder und Erwachsene wurde umgesetzt und steigerte die Beliebtheit des Guts für Urlauber.
2007 wurde die Schweinemast komplett eingestellt. 2010 wurde das Gut unter Führung von Mathias und Anja Krause wirtschaftlich saniert. 2010 wurde die aufwändige Restaurierung des denkmalgeschützten Torhauses begonnen. Der älteste Sohne der Familie Krause, Christian Krause (Agrarbetriebswirt und Landmaschinenmechatroniker) übernahm am 1. Juli 2018 den Gesamtbetrieb von seinem Vater.

## Gut Godderstorf heute

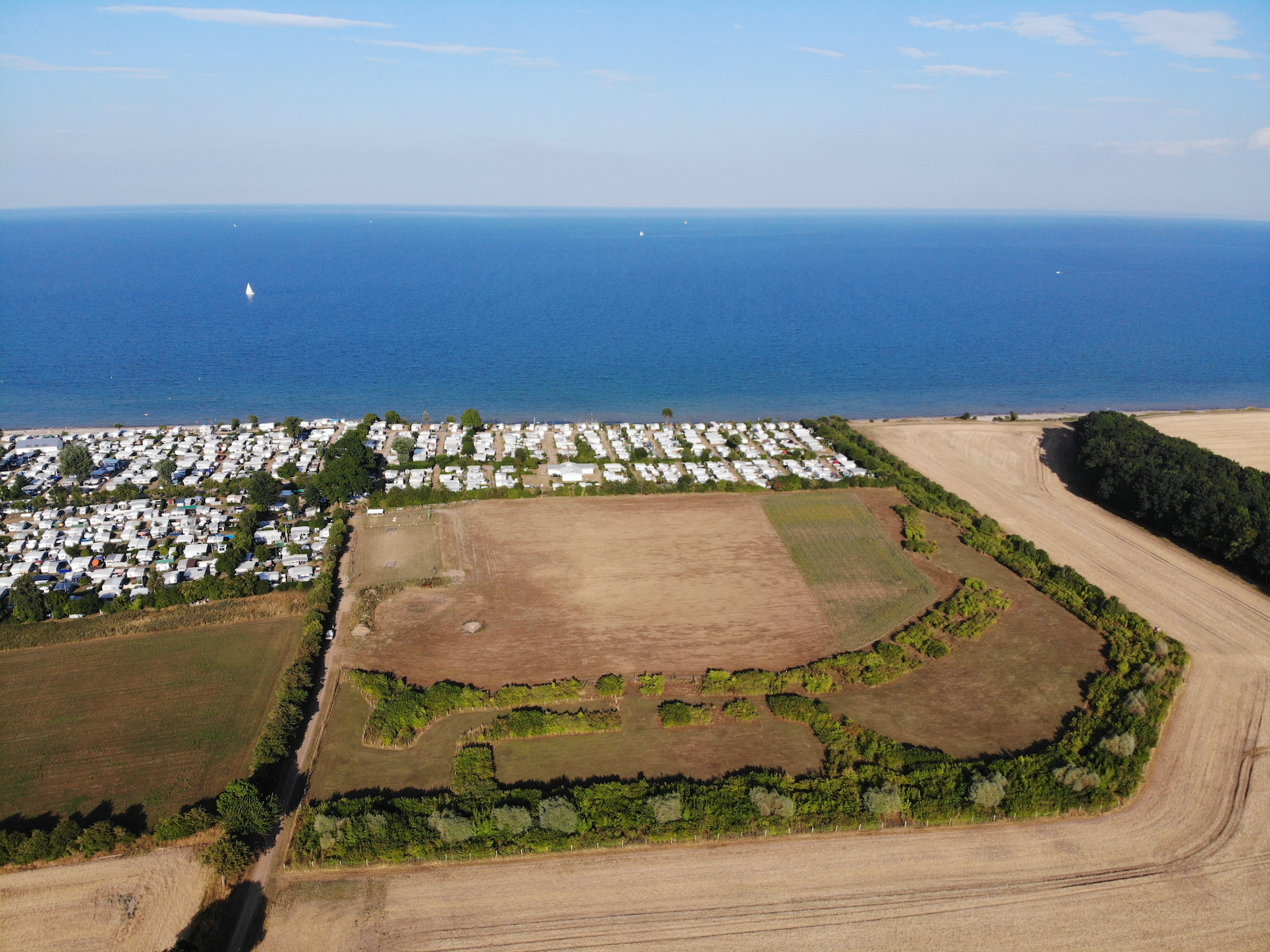
Der vorbereitete Platz zur Errichtung des Mobilheimstellplatz "Klintdoerp"

Der Gutsbetrieb Godderstorf, Neukirchen bei Oldenburg i. H., verfügt über ca. 250 ha Ackerland, einen Campingplatz an der Ostsee (Campingplatz „Hohes Ufer“ in Ostermade), 10 Ferienwohnungen und -häuser sowie eine Reitanlage mit Reitplatz und Reithalle. Er befindet sich im Besitz der Familie Krause. Das Kernland des Gutes zieht sich zwischen Oelendorf und Michaelsdorf bis zur Ostsee bei Ostermade, wo sich auch der Campingplatz befindet.

### Landwirtschaft
Landwirtschaft ist die traditionelle Erwerbsquelle von Gut Godderstorf, welches sich in einer Hochertragsregion befindet und aufgrund seiner Flächen auch heute noch als Großbetrieb bezeichnet werden kann. Zum Vergleich: Die durchschnittliche Größe eines landwirtschaftlichen Haupterwerbsbetriebes in Deutschland beträgt 61 ha. Angebaut werden vor allem Weizen, Raps und Gerste. Die guten Böden machen die Viehwirtschaft in der Region weitgehend uninteressant. Godderstorf konzentriert sich wie die meisten Betriebe in Ostholstein auf den Ackerbau (der Rinderbesatz je 100 ha liegt in Ostholstein bei unter 30 und damit in der niedrigsten Kategorie der bundesweiten Übersicht) Die Milchwirtschaft wurde auf dem Gut in den 1970er Jahren eingestellt, der Kuhstall zur Maschinenhalle umgebaut. Godderstorf lässt seine Flächen in Lohn durch den Nachbarbetrieb bewirtschaften. Die eigenständige Wiederaufnahme der Landwirtschaft ist geplant. Auf dem Campingplatz entsteht seit August 2018 ein Stellplatz für Mobilheime, das sogenannte Klintdoerp.

## Nachbargüter

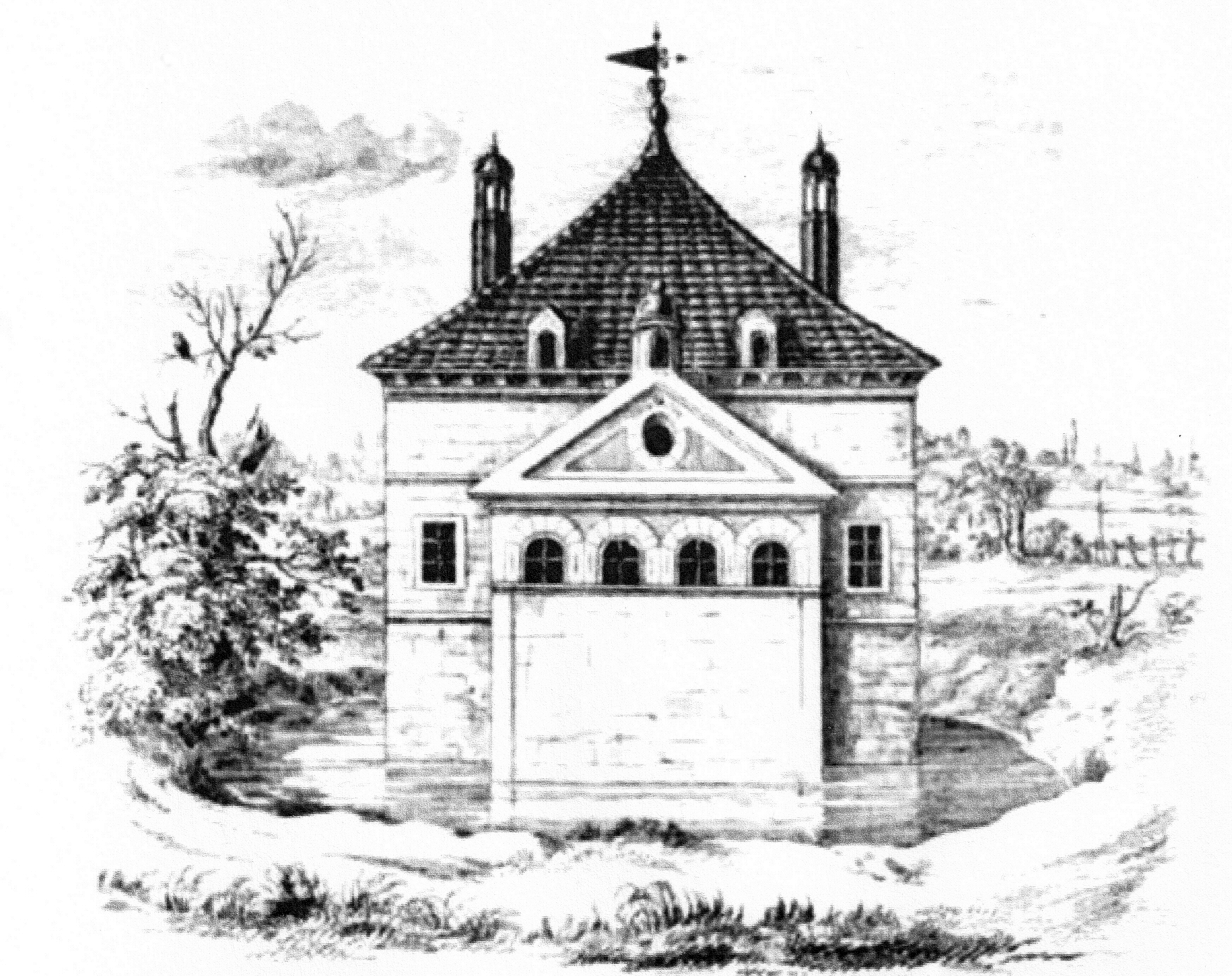
Das ehemalige Gutshaus Satjewitz

Die drei bedeutendsten Güter der Region sind die Güter Siggen, Satjewitz und Löhrstorf.
Für die Godderstorfer Geschichte waren vor allem das Gut Siggen, aus dem das Gut Godderstorf hervorging und das Gut Satjewitz als unmittelbarer Nachbar, der Godderstorf nach Westen und Süden vollständig umschloss von Bedeutung. Zu Gut Satjewitz gehörten 1841 noch Kraksdorf, der Hof Sahna und das spätere Gut Wulfshof.
Zum Gut Siggen gehörte damals auch noch das Gut Süssau.
Nach Flächen und Steuerlast war Satzjewitz zu dieser Zeit größer als Siggen. Godderstorf leistete knapp die Hälfte an Steuern. Später schrumpften Satzjewitz und Siggen durch weitere Ausgliederungen auf „Normalmaß“. Durch Ausgliederung von Gut Wulfshof (156 ha) und dem großen Hof Sahna (137 ha) wurde Satzjewitz mit 270 ha im Jahr 1904 zum annähernd gleich großen Nachbarn.

## Kulturdenkmale auf Gut Godderstorf
In der Liste der Kulturdenkmale in Neukirchen sind alle Kulturdenkmale der schleswig-holsteinischen Gemeinde Neukirchen (Kreis Ostholstein) und ihrer Ortsteile sind Stand 2007 aufgelistet:

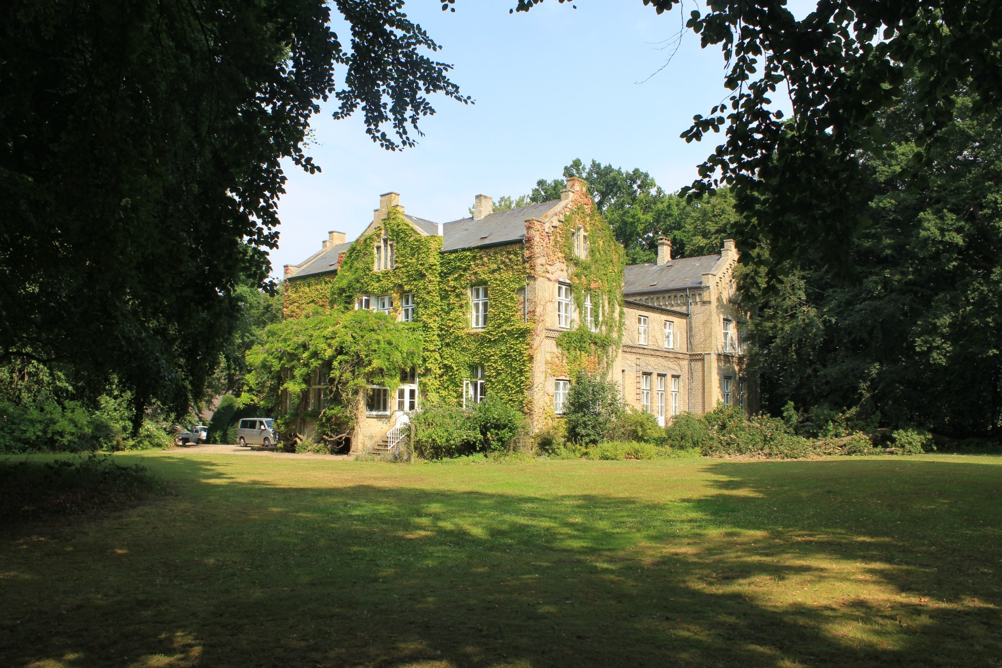
Herrenhaus
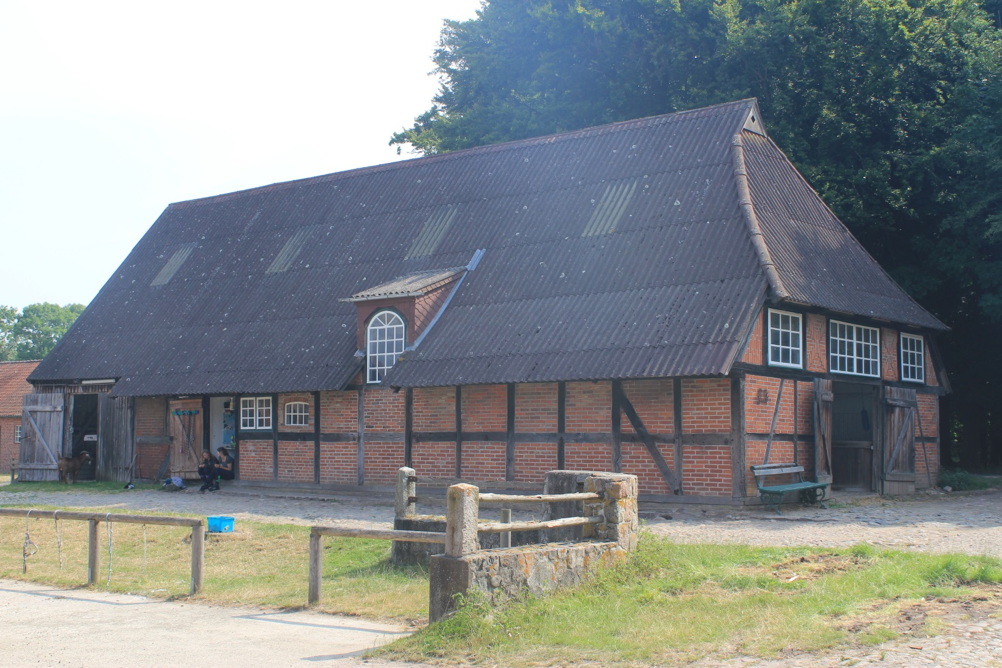
Pferdestall
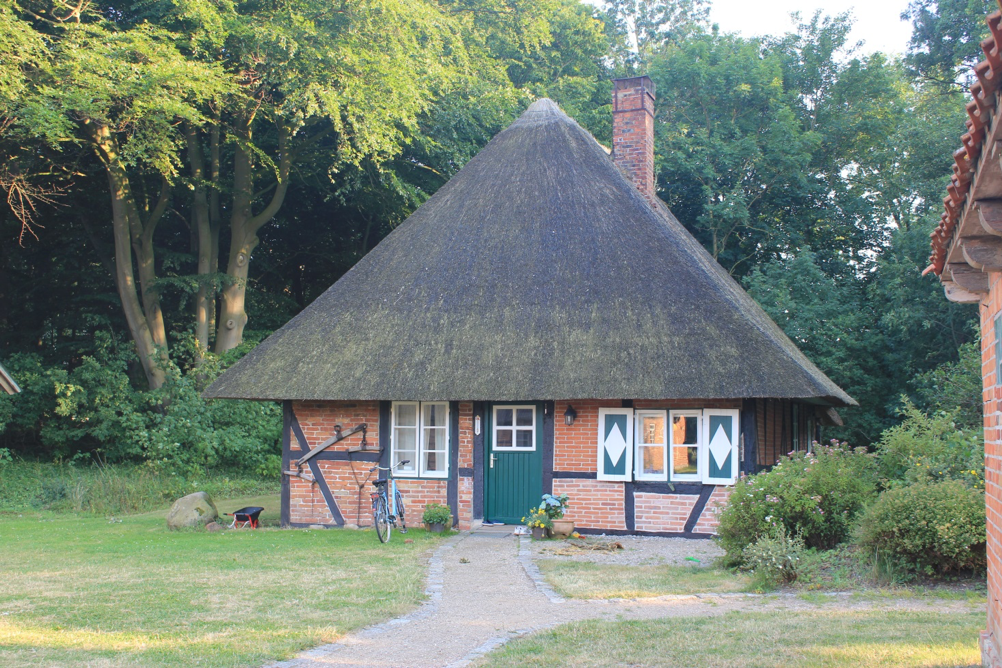
Gärtnerkate
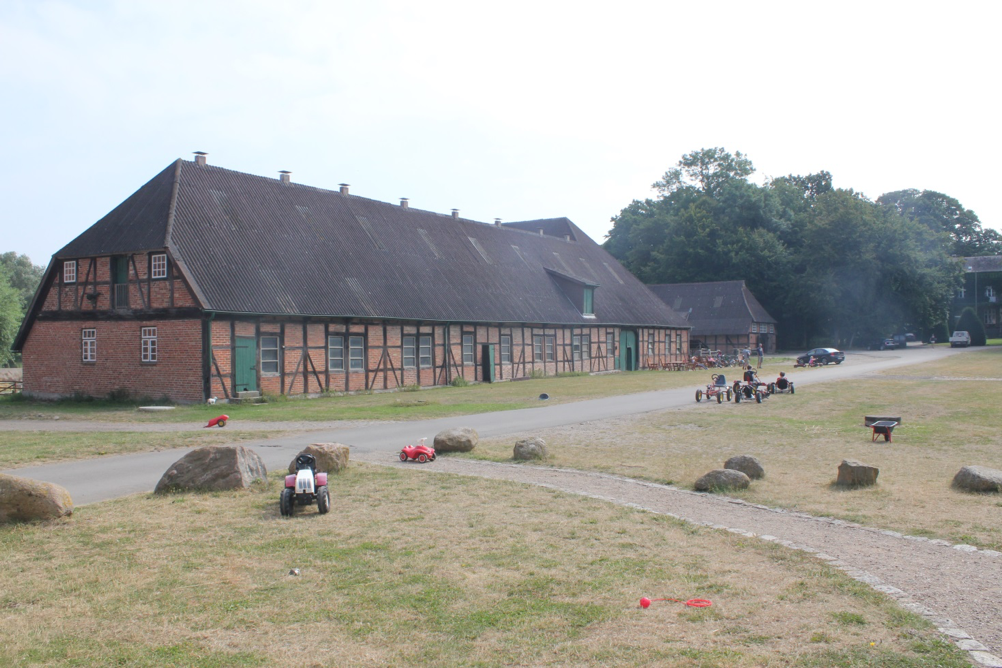
Viehhaus
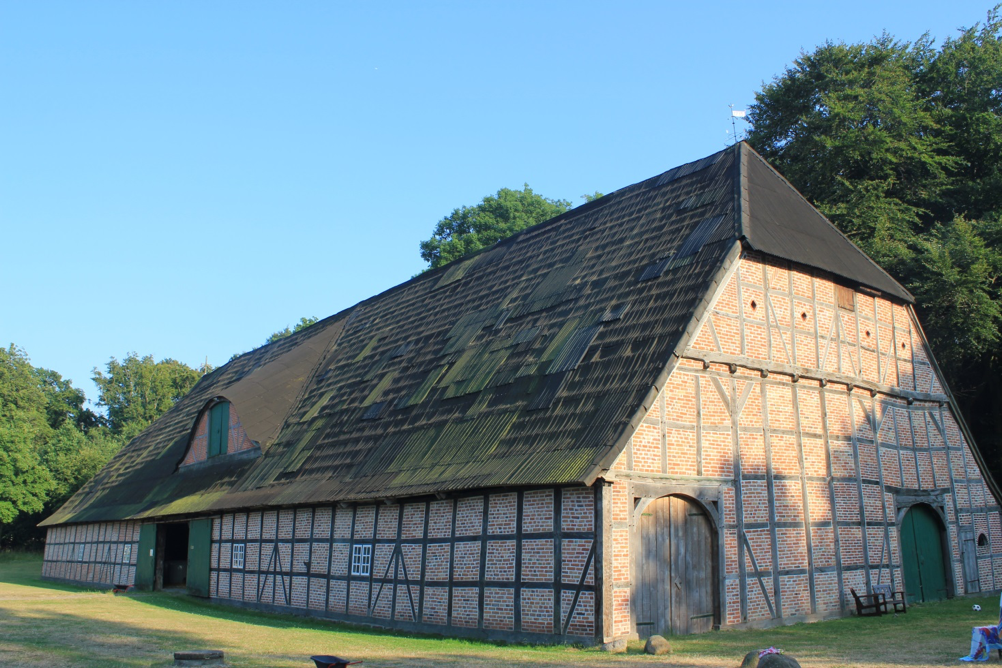
Gutsscheune
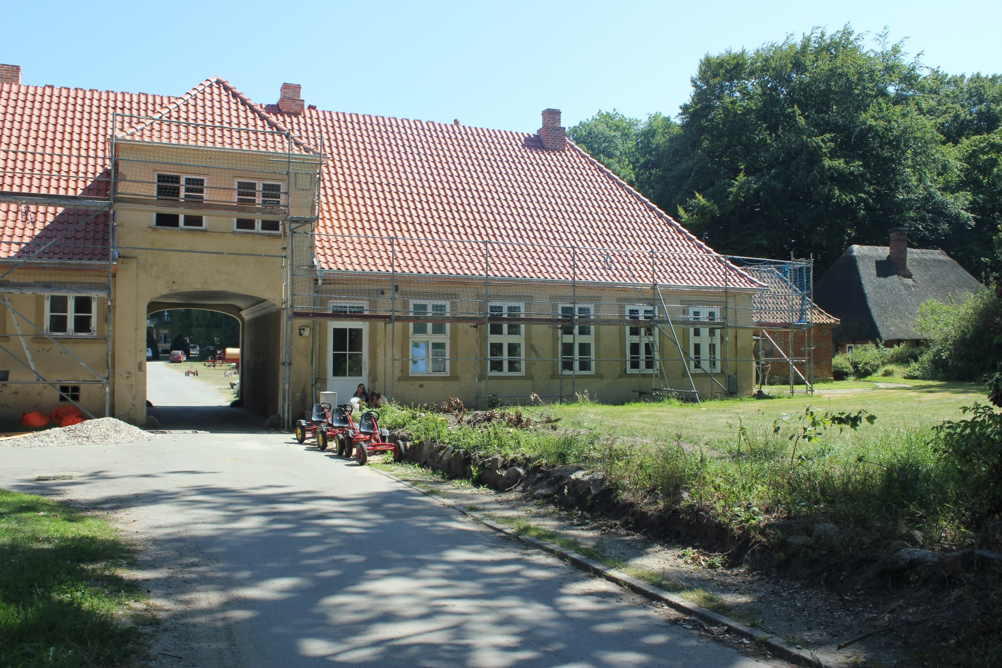
Torhaus